# День независимости США
День независимости (англ. Independence Day) — день принятия Декларации независимости США в 1776 году, которая провозглашает независимость США от Королевства Великобритании; празднуется в Соединённых Штатах Америки 4 июля.
Большинство американцев называют этот праздник просто по его дате — «Четвёртое июля» (англ. Fourth of July). Праздник сопровождается фейерверками, парадами, барбекю, карнавалами, ярмарками, пикниками, концертами, бейсбольными матчами, семейными встречами, обращениями политиков к народу и церемониями, а также другими публичными и частными мероприятиями, традиционными для Соединённых Штатов. День независимости — это национальный праздник США.

## История
Во время американской революции юридическое отделение тринадцати колоний от Великобритании в 1776 году фактически произошло 2 июля Второй Континентальный конгресс путём голосования одобрил резолюцию независимости, которая в июне была предложена к рассмотрению Ричардом Генри Ли от Виргинии. В то время жители 13 британских колоний, которые располагались вдоль восточного побережья сегодняшней территории Соединённых Штатов, вели войну с английским королём и парламентом в связи с тем, что Парламент Великобритании в 1764 году выпустил «Закон о валюте». Этот закон запрещал администрации американских колоний эмиссию своих собственных, ничем не обеспеченных и бесконтрольно печатаемых денег и обязал их впредь платить все налоги золотыми и серебряными монетами. Другими словами, закон насильно перевёл колонии на золотой стандарт. Началась война в 1775 году. Декларацию о независимости подготовил «Комитет пяти» во главе с Томасом Джефферсоном. Конгресс обсудил и переработал декларацию, приняв её, в итоге, 4 июля. Впервые в официальном документе колонии именовались Соединёнными. Днём ранее Джон Адамс написал своей жене Абигель:

Второй день июля 1776 года станет самым незабываемым в истории Америки. Я склонен верить, что этот день будет праздноваться последующими поколениями как великое ежегодное торжество. Этот день должен отмечаться как день освобождения с пышностью и парадом, с представлениями, играми, спортивными состязаниями, пушками, звоном колоколов, кострами и украшениями, он должен праздноваться на всём континенте и на протяжении всех времён.
Предсказание Адамса было ошибочным на два дня. С самого начала американцы праздновали независимость 4 июля, дата, указанная в широко разрекламированной Декларации независимости, а не 2 июля — это дата, когда на закрытом заседании конгресса была утверждена резолюция независимости.
Историки вели долгие споры по поводу того, действительно ли Конгресс подписал Декларацию независимости 4 июля 1776 года, так как Томас Джефферсон, Джон Адамс и Бенджамин Франклин позже написали, что они подписали её в тот день. Большинство историков сделали вывод, что Декларация была подписана спустя месяц после её принятия, то есть 2 августа 1776 года, а не 4 июля, как принято считать.
По удивительному стечению обстоятельств, Джон Адамс и Томас Джефферсон, оба участвовавшие в подписании Декларации независимости, позже стали президентами Соединённых Штатов Америки и умерли в один день: 4 июля 1826 года, когда отмечался 50-летний юбилей принятия Декларации. Хотя и не участвовавший в подписании Декларации независимости Джеймс Монро, пятый президент США, также умер 4 июля 1831 года. Калвин Кулидж, тридцатый президент, родился 4 июля 1872 года и, таким образом, до сих пор остаётся единственным президентом, родившимся в День независимости.

## Развитие
- В 1777 году 4 июля в Бристоле, штат Род-Айленд, в знак приветствия было произведено тринадцать выстрелов, один раз утром и ещё раз вечером . В статье в выпуске The Virginia Gazette от 18 июля 1777 года отмечалось празднование в Филадельфии в манере, знакомой современному американцу: официальный обед в честь Континентального конгресса, тосты, салюты из 13 орудий, речи, молитвы, музыка, парады, смотры войск и фейерверки. Корабли в порту были украшены красными, белыми и синими флагами[14].
- В 1778 году генерал Джордж Вашингтон отметил 4 июля с двойной порцией рома в честь своих солдат и артиллерийским салютом. С другой стороны Атлантического океана в Париже послы Джон Адамс и Бенджамин Франклин провели торжественный ужин в честь своих собратьев американцев[15].

- В 4 июля 1779 года выпало на воскресенье. Праздник отмечался в понедельник, 5 июля[15]
- В 1781 году Массачусетский генеральный совет стал первым законодательным собранием штата, официально признанным 4 июля[15].
- В 1783 году Моравская церковь в городе Уинстон-Сейлем отпраздновала 4 июля сложной музыкальной программой, составленной Иоганном Фридрихом Петером. Эта работа была названа «The Psalm of Joy»[15].
- В 1791 году впервые было использовано название «День независимости»[15].
- В 1820 году четвёртое июля было впервые отпраздновано в городе Истпорт (штат Мэн), который на тот момент был самым большим городом в штате[16].
- В 1870 году Конгресс США сделал День независимости неоплачиваемым праздничным днём для федеральных служащих[17].
- В 1938 году Конгресс изменил статус Дня независимости на оплачиваемый федеральный праздник[18].

## Празднование
День независимости — это национальный праздник, сопровождающийся патриотическими представлениями. Подобно другим летним торжествам, чаще всего празднуется на открытом воздухе. Этот день является федеральным праздником, поэтому все не очень важные федеральные институты (такие как Почтовая служба США и Федеральный суд США) не работают в этот день. Многие политики поднимают свой рейтинг в этот день, выступая на публичных мероприятиях, восхваляя наследие, законы, историю, общество и людей своей страны.
Семьи часто празднуют День независимости, устраивая пикники или барбекю с друзьями, если это один выходной, либо, в некоторые годы, когда 4 июля выпадает на субботу или воскресенье, а поэтому переносится на ближайший понедельник, собираются на длинный уикенд со своей роднёй. Украшения (например, ленты и шары), как правило, красные, белые и голубые — цвета американского флага. Парады чаще всего проводятся утром, в то время как фейерверки устраиваются вечером в парках, на ярмарочных или городских площадях.
Фейерверки часто сопровождаются патриотическими песнями, например национальным гимном «Знамя, усыпанное звёздами», «Боже, храни Америку», «Америка прекрасная», «Америка», «Эта земля — твоя земля», «Звёзды и полосы навечно». Некоторые песни поют только на определённых территориях, например, «Янки-дудл» в северо-восточных штатах или «Дикси» в южных штатах. Иногда вспоминают песни о Войне за независимость или Англо-американской войне 1812 года.
Праздничные фейерверки проходят во многих штатах в виде публичных шоу. Также, многие американцы самостоятельно устраивают шоу с фейерверками на свои деньги. Из соображений безопасности некоторые штаты запретили самостоятельно устраивать фейерверки или ограничили перечень разрешённых размеров и видов.
Салют из первой пушки в каждом штате называется «салютом единства» — выстрел производится 4 июля в полдень на любой военной базе, где есть артиллерия в рабочем состоянии.

В 2009 году в Нью-Йорке прошло крупнейшее фейерверк-шоу в стране, во время которого было израсходовано 22 тонны пиротехники. Другие известные крупные фейерверки были проведены в Чикаго на озере Мичиган; в Сан-Диего у залива Mission; в Бостоне на реке Чарльз; в Сент-Луисе на реке Миссисипи; в Сан-Франциско у залива Сан-Франциско; и на Национальной аллее в Вашингтоне. 
Во время ежегодного Международного фестиваля свободы в Детройте организовывается одно из крупнейших фейерверк-шоу в мире, которое проходит на берегу реки Детройт во время празднования Дня независимости вместе с городом Уинсор (Онтарио), празднующим День Канады.
Несмотря на то, что официальная церемония всегда проводится 4 июля, степень празднования может варьироваться в зависимости от того, на какой день недели выпало четвёртое июля. Если праздник выпал на середину недели, то некоторые фейерверки и торжества могут быть перенесены на выходные для удобства.
В первую неделю июля американцы начинают активно путешествовать по стране, так как многие люди используют праздник для того, чтобы уехать куда-нибудь в отпуск.
Также в городе Нью-Йорк 4 июля лампочки на небоскрёбе Эмпайр-Стейт-Билдинг заменяются на красные.

## Уникальные или исторические празднования
- Впервые проведённый в 1785 году парад в честь 4 июля в Бристоле является старейшим непрерывным празднованием Дня независимости в Соединённых Штатах[25].
- В 1912 году Ребилльское датско-американское сообщество впервые отпраздновало четвёртое июля, что послужило созданию коммуны Ребилль в Дании[26].
- В 1916 году Nathan’s Hot Dog Eating Contest в Кони-Айленде, Бруклине, Нью-Йорке предположительно стартовал как способ разрешения спора между четырьмя иммигрантами, которые не могли выяснить, кто из них бо́льший патриот. Таким образом, с 1916 года существует традиция по проведению в День независимости чемпионата по поеданию хот-догов в Нью-Йорке и других городах[27].

- Начиная с 1959 года Международный фестиваль свободы совместно проводится Детройтом (Мичиган) и Уинсором (Онтарио) в течение последней недели июня каждый год как совместное празднование Дня независимости и Дня Канады (1 июля). Фестиваль заканчивается грандиозным фейерверком у реки Детройт[28].
- В День независимости играется множество матчей в главной и низшей бейсбольных лигах[29].
- Знаменитое фейерверк-шоу сети универмагов Macy's обычно проводится у пролива Ист-Ривер в Нью-Йорке и транслируется на канале NBC, начиная с 1976 года. В 2009 году шоу было перенесено к реке Гудзон для первого, начиная с 2000 года, празднования 400-летнего юбилея открытия этой реки Генри Гудзоном[30].
- Начиная с 1970 года, ежегодный 10-километровый забег Peachtree Road Race проводится в Атланте, штат Джорджия[31].
- Бостонский оркестр устраивает музыкальное шоу с фейерверком, названное «Boston Pops Fireworks Spectacular» и проходящее у реки Чарльз ежегодно, начиная с 1973 года. Представление показывалось на всю страну с 1987 по 2002 года на телеканале A&E Network, а с 2003 года шоу начали транслировать на телеканале CBS[32].
- На газоне около Капитолия в Вашингтоне проходит бесплатный концерт «A Capitol Fourth», который предшествует фейерверкам и привлекает около полумиллиона человек каждый год[33].
- 7 апреля 1850 года калифорнийский посёлок золотоискателей Раф-энд-Рэди объявил о своём отделении от США и стал «независимым государством». 4 июля того же года жители поселения решили вернуться в состав США, чтобы иметь полное право отпраздновать День независимости вместе со всей страной[34][35][36][37].

## День независимости США в искусстве
Одним из самых известных фильмов, в сюжете которого важное значение имеет американский День независимости, является вышедшая в 1996 году картина Роланда Эммериха «День независимости» с Уиллом Смитом в главной роли. По сюжету, на Землю нападают инопланетные захватчики и начинают уничтожать крупнейшие города. Но люди побеждают агрессоров из космоса. Таким образом, День независимости США становится днём независимости всей Земли. В 2016 году вышло продолжение фильма 1996 года, «День независимости: Возрождение», действие которого разворачивается через 20 лет после первого фильма.
Совсем не таким патриотичным является вышедший в 1989 году фильм Оливера Стоуна «Рождённый четвёртого июля», где в главной роли снялся Том Круз. Фильм рассказывает реальную историю Рона Ковика. Рон родился 4 июля — в День независимости США. Он рос в атмосфере гордости за свою страну. Отправился во Вьетнам защищать интересы Америки. Там он столкнулся с настоящей войной, трагедией и ужасом, потерял товарища, сам получил тяжёлое ранение. В госпитале он обнаружил наплевательское отношение к себе. Вернувшись к мирной жизни, он начинает чувствовать, что его идеалы и иллюзии разрушаются, что правительство бросило и подставило его во Вьетнаме, навсегда испортив его жизнь из-за малопонятных международных амбиций. Рон превращается в агрессивного психопата и алкоголика. Но после некоторого времени он решает присоединиться к антивоенному движению ветеранов — священная борьба за мир снова возвращает его к жизни.
В 1995 году Ричард Форд написал роман «День независимости», который был продолжением его же романа «Спортивный журналист», написанного в 1986 году. Произведение получило Пулитцеровскую премию за художественную книгу в 1996 году. Роман рассказывает о Фрэнке Баскомбе — агенте по продаже недвижимости из Нью-Джерси. В День независимости он навещает свою бывшую жену, сына, любовницу, съёмщиков одного из своих домов и некоторых своих клиентов, которые испытывают затруднения в поисках хорошего дома. Роман «День независимости» — пасторальное размышление о человеке, достигшего среднего возраста и оценивающего своё место в жизни и в мире.
В первой половине 1990-х годов существовала американская девичья рэп-группа 7669, в названии которой соединились год объявления независимости США (1776) и условный год «сексуальной революции» (1969).
В некоторых играх и фильмах США события крупных перестрелок и взрывов называют 4 июля, сравнивая их с множеством фейерверков в этот день.
Так например в финале игры GTA 3 можно услышать интервью, где разборки мафии сравниваются с 4 июля.